# Tomme blanche
La tomme blanche est un fromage à pâte fraîche fait à partir d'une faisselle composée de lait caillé avec de la présure. 
La fabrication de ce fromage se fait à partir du caillé prélevé en début d'opération de décaillage.
Elle se déguste salée et poivrée accompagnée de pomme de terre, salade et charcuterie.